# Club Social Deportivo Defensor Zarumilla
El Defensor Zarumilla es un club de fútbol de la ciudad de Nasca, en el Departamento de Ica. Fue fundado en 1942 y participa en la Copa Perú.
Es un club tradicional de la ciudad de Nasca. Entre los años (2009-2019) ha hecho buenas campañas en la etapa departamental de Ica y entre los años (2011-2014) a representando al departamento de Ica en sus instancias finales como la etapa regional y la etapa Nacional. Es un equipo conocido en el departamento de Ica.

## Historia

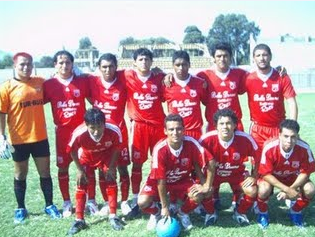
Defensor Zarumilla en el 2009.

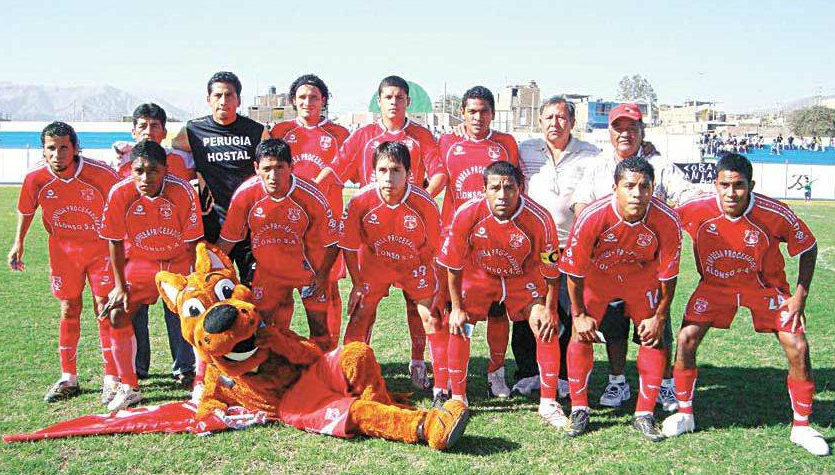
Defensor Zarumilla en el 2010.

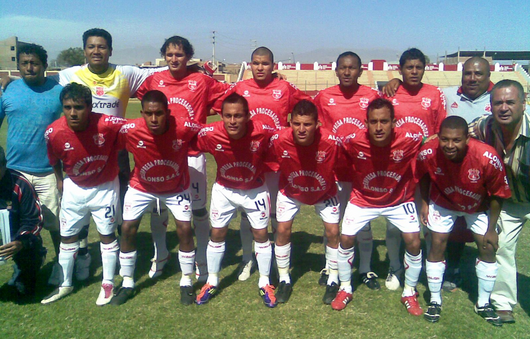
Defensor Zarumilla en el 2011.

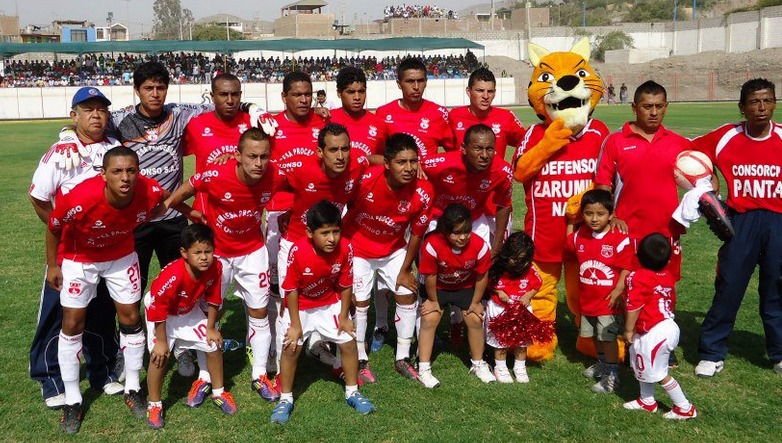
Defensor Zarumilla 2012.

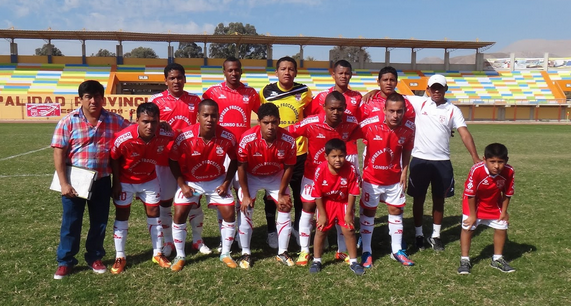
Defensor Zarumilla en el 2013.

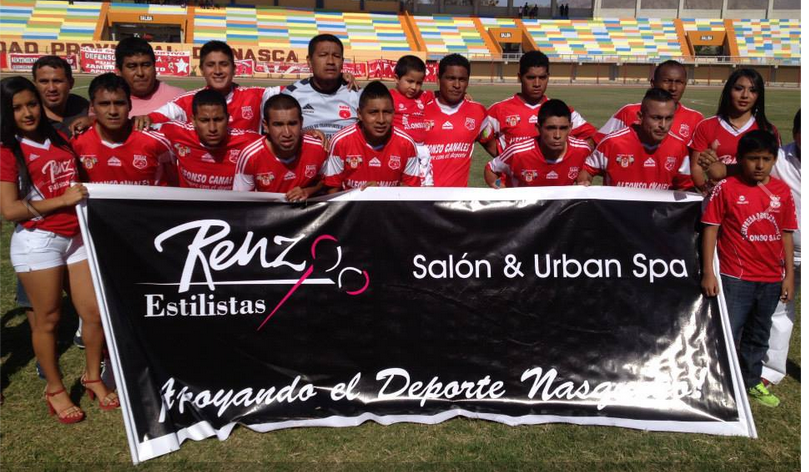
Defensor Zarumilla en el 2014.

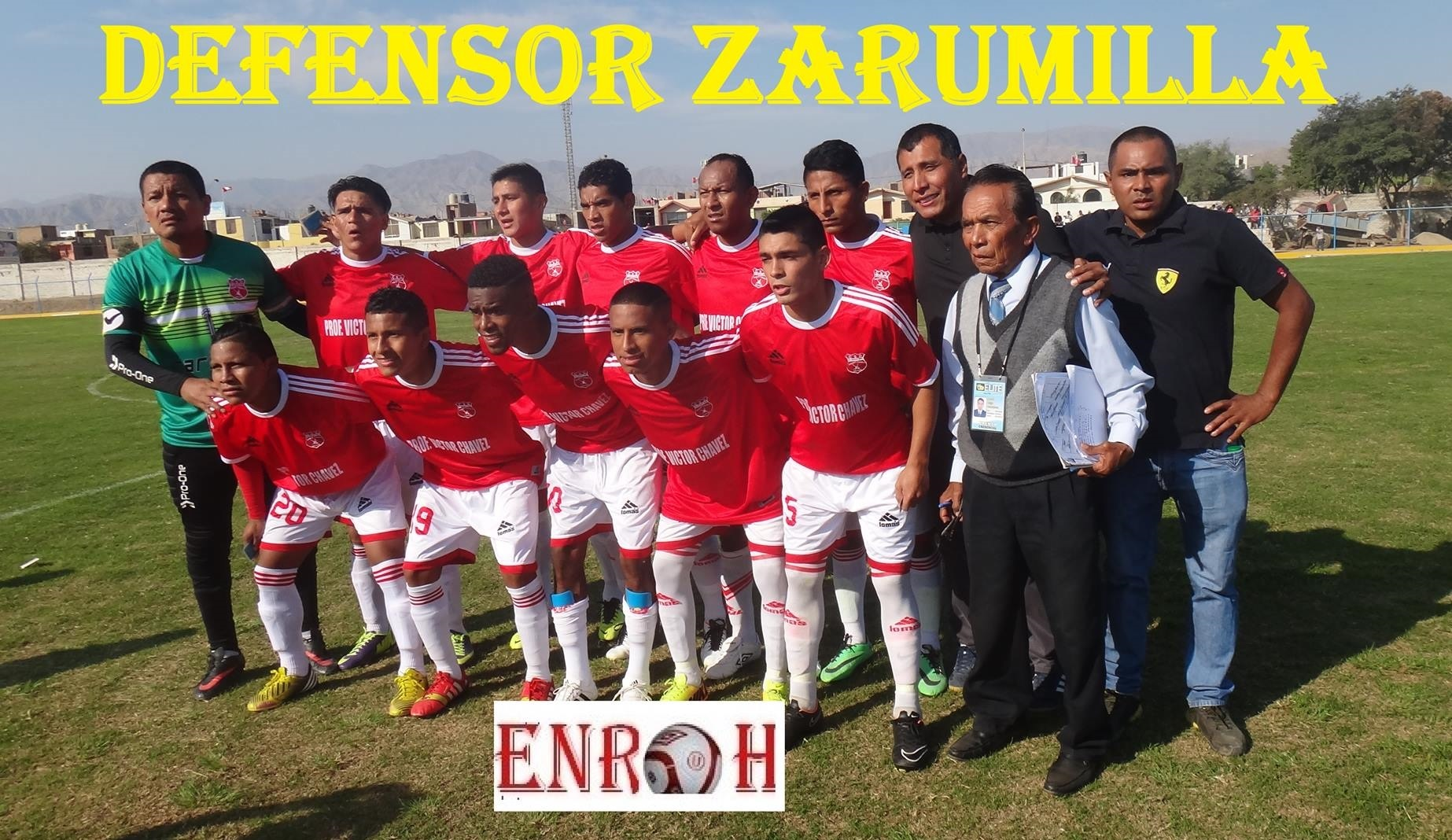
Defensor Zarumilla en el 2016.

El Club Social Deportivo Defensor Zarumilla fue fundado el 15 de agosto de 1942 en San Carlos (Nasca). El nombre del club se debe a la Av. Zarumilla que se ubica en una perpendicular a la entrada del Estadio Municipal de Nasca. El local del club se encuentra en la primera cuadra de la calle Malecón Tierras blancas, en el barrio populoso de San Carlos.

### SigloXX

#### Años 1990
En 1991 logró el título distrital y provincial de Nasca. Estando en la etapa departamental de Ica (Copa Perú) fue eliminado.

### SigloXXI

#### Años 2000
En el 2009 lograría después de mucho tiempo nuevamente el título de la liga distrital de Nasca. En la etapa provincial elimina al Defensor Mayta Capac (Vista Alegre), Teófilo Cubillas (El Ingenio) y Juventud Santa Fe (Nasca). En la final derrota en partido único al Juventud Guadalupe (Vista Alegre). En la etapa departamental de Ica elimina al Deportivo Hungaritos (Tupac Amaru). Luego jugó los cuartos de final donde fue eliminado por el Olímpico Peruano (Santiago).

#### Años 2010
En 2010 fue bicampeón distrital y provincial. En la etapa provincial elimina al Teófilo Cubillas (El Ingenio), Dos de Mayo (Vista Alegre) y Cruzeiro FC (El Ingenio). En la final derrotó al Club Social Independiente Cantayo. En la etapa departamental perdió la llave contra Estudiantes Salas (Salas). Por la regla de la departamental el cual permite clasificar a dos equipos de los 6 que perdieron las llaves, el cuadro rojo clasificó como uno de los mejores perdedores. En Cuartos de final el cuadro rojo elimina al Alfonso Ugarte (Palpa). Quedó a poco de clasificar a la etapa regional, ya que en la semifinal fue eliminado por Sport Victoria.
En el año 2011, el Defensor Zarumilla terminó siendo Tricampeón distrital y provincial. Además de ser campeón Departamental y de la región VI por primera vez. En la liga de Nasca, terminó primero en el Campeonato ganando todos sus partidos, clasificando a la etapa Provincial. En la siguiente etapa elimina al Sebastián Barranca (Acarí), al Defensor Acarí ( Acarí) y al Miraflores FC (Nasca). En la final campeona derrotando al Defensor Mayta Cápac (Vista Alegre). En la etapa Departamental pierde la llave ante el Sport Huracán (Pueblo Nuevo). Como el año anterior, el cuadro rojo clasificó por ser uno de los mejores perdedores. Resultado de ello, la directiva nombra como nuevo director técnico a Ernesto "El venado" Aguirre. En cuartos y semifinales elimina al José María Arguedas (Puquio) y al Defensor Mayta Capac (Vista Alegre) respectivamente. En la gran final de la copa Perú en su etapa departamental (Jugada en Nasca), el cuadro rojo derrotó al Sport Alianza Pisco (Pisco), coronándose campeón de Ica. En la etapa Regional (Región VI) perteneció al grupo "B" donde enfrentó al Municipal (San Miguel), Joe Gutiérrez (Pisco) y Unión Minas (Ccochaccasa). Ganó el grupo y jugó la final regional con el ganador del grupo "A" (Sport Victoria) en el estadio José Picasso Peratta, coronándose campeón de la región VI. En la etapa nacional, queda eliminado en octavos de final por el ADT de Tarma. En el partido de ida, realizado en el estadio José Picasso Peratta; ganó el equipo rojo por 3-1. En el partido de vuelta, jugado en el estadio Unión Tarma; perdió 2-0. Siendo el global 3-3, el equipo rojo perdió por la regla del gol de visitante.
En el año 2012 hizo su mejor participación en la Copa Perú, el equipo rojo se preparó para disputar la Copa Perú 2012 y la Copa Inca 2012. Esta última fue cancelada. En la Copa Perú, debido a que en la temporada pasada llegó hasta la etapa nacional; tuvo el derecho de participar directamente en la etapa Regional. En esta etapa (Región VI), estuvo en el grupo "B"; enfrentó al Santos FC (Vista Alegre), UDA (Ascensión) y Sport Libertad (Huanca Sancos). Como el estadio Municipal de Nasca estaba en reconstrucción y además los dos representantes del departamento de Ica eran de Vista Alegre (Nasca), la dirigencia del club decidió trasladar la localía al Estadio José Picasso Peratta. Ganó el grupo y jugó la final regional con el ganador del grupo "A" (Sport Victoria) en el estadio José Picasso Peratta, perdiendo la final de la etapa regional. Ya estando en la etapa nacional, deciden trasladar la localía al estadio "Manuel Elías Santa Cruz" de Vista Alegre. En la etapa nacional, elimina en octavos de final al Juventud Ticlacayán (Ticlacayan). En el partido de ida, realizado en el estadio de Vista Alegre; el cuadro de la furia roja ganó 4-1. En el partido de vuelta, jugado en el estadio Daniel Alcides Carrión; perdió 2-0. Siendo el global 4-3, favorable al Zarumilla; el equipo rojo clasificó a la siguiente fase. En Cuartos de final, queda eliminado a manos del Sport Victoria. En el partido de ida, realizado en el estadio de Vista Alegre; ganó el equipo rojo por 3-0. En el partido de vuelta, jugado en el estadio José Picasso Peratta; perdió 3-0. Siendo el global 3-3, el equipo rojo perdió  4-3; por la tanda de penaltis.
En el año 2013, el Defensor Zarumilla participó desde la Etapa Departamental ganando todos los encuentros. Elimina al Juventus (Santiago), ISP Filiberto García (CoraCora) y Unión La Calera (Alto Larán). Derrotó en la final al San Ignacio de Pisco en el Estadio José Picasso Peratta. En la etapa Regional (Región VI), formó parte del grupo "B"; enfrentó al Municipal (Paucará) y Municipal (Santillana). Lamentablemente, para intereses del cuadro rojo; quedó en segundo lugar del grupo quedando eliminado.
En el año 2014, el defensor Zarumilla participó desde su liga de origen. El cuadro rojo regresó a la etapa distrital de Nasca luego de ausentarse por 2 temporadas. Terminó siendo campeón de la Liga y de la etapa provincial de Nasca. En la etapa provincial eliminó al Coopaschal (Acarí), Juventud Guadalupe (Vista Alegre) y al Santos FC (Vista Alegre). En la final derrotó al Club Deportivo Juan Mata. En la etapa departamental elimina a Unión La Calera (Alto Larán), al Juan Matta (Ya lo había enfrentado en la liga como en la etapa provincial de Nasca) y al Carlos Orellana (Tinguiña). En la Final derrotó en partido único en el Estadio José Picasso Peratta al Unión Progresista (San Cristóbal). En la etapa regional (Región VI), estuvo en el grupo "A"; enfrentó al Santa Rosa (Huancavelica) y Percy Berrocal (Ayacucho). Ganó el grupo y jugó la final regional con el ganador del grupo "B" (Player Villafuerte (Huanta)) en el estadio municipal de Nasca, coronándose campeón de la región VI. En la etapa nacional, queda eliminado en octavos de final por el Unión Pichanaki (Pichanaqui). En el partido de ida, realizado en el estadio municipal de Nasca; ganó el equipo rojo por 2-0. En el partido de vuelta, jugado en el estadio municipal de Pichanaki; perdió 2-0. Siendo el global 2-2, el equipo rojo perdió 4-2; por la tanda de penaltis.
El defensor Zarumilla empezó a jugar en el 2015 desde la etapa provincial. De 13 equipos que participan en llaves de dos, el equipo rojo del barrio de San Carlos; empezó a jugar a partir de los cuartos de final. En esta fase elimina al Sport California (Changuillo). En la siguiente fase termina siendo eliminado por el Juventud Santa Fe (Nasca) que se cobró la revancha del año 2009. Esto creó una tristeza en muchos Nasqueños que se habían ganado el cariño de la roja por sus grandes presentaciones en temporadas anteriores.
En el año 2016, el Defensor Zarumilla terminó siendo campeón distrital. En la etapa provincial, elimina al Sebastián Barranca (Acarí),  Zona Libre (Marcona) y Unión la Legua (El Ingenio). En la final campeona derrotando al Francisco Oropeza (Nasca). En la etapa departamental de Ica elimina al Jhory Viscas (Palpa). Luego jugó los cuartos de final donde fue eliminado por el Carlos Orellana (Tinguiña).
En el año 2017, el cuadro rojo terminó siendo subcampeón distrital. En la etapa provincial, elimina al Micaela Bastidas (Vista Alegre), Independiente Coyungo (Changuillo), y al Santos FC (Vista Alegre). En la final es derrotado por el Independiente Cantayo (Nasca). En la etapa departamental de Ica elimina al Juventud Barrio Nuevo (Ocucaje) y al Juventud Progresista (Coracora). En las semifinales cae eliminado por el Unión San Martin (Pisco).
En el año 2018, el Defensor Zarumilla terminó siendo nuevamente subcampeón distrital. En la etapa provincial, elimina al Micaela Bastidas (Vista Alegre), Defensor Mina (Marcona), y al Zona Libre (Marcona). En la final es derrotado por el Santos FC (Vista Alegre) repitiendo nuevamente el subcampeonato. En la etapa departamental de Ica elimina al América (Palpa) y a La Palma (Chincha Baja). En las semifinales cae eliminado por el Sport Marino de Comatrana (Ica).
En 2019 por tercera vez consecutiva termina siendo subcampeón tanto en la liga distrital como la etapa provincial. En la etapa provincial, se enfrenta al Defensor Mina (Marcona) y elimina a los cuadros de Defensor San Javier (Changuillo), y al Independiente Cantayo (Nasca). Como no había tiempo para jugar el partido por el título provincial se determinó por sorteo que el campeonato sería para el Defensor Mina (Marcona) quedando nuevamente como subcampeón la escuadra del barrio de San Carlos. En la etapa departamental perdió la llave contra Octavio Espinosa (Ica). En esta primera fase de la etapa, en la cual existen 6 llaves para completar a 8 equipos; clasifican los 2 mejores perdedores y el Zarumilla quedó como segundo mejor perdedor, clasificando a los cuartos de final de la etapa departamental. En Cuartos de final el cuadro rojo elimina al  Sport Marino de Comatrana (Ica). Quedó a poco de clasificar a la etapa nacional, ya que en la semifinal fue eliminado por Octavio Espinosa (Ica).

#### Años 2020
Luego de la suspensión de la copa Perú en el año 2020 y la no participación del cuadro rojo en la copa Perú especial del año 2021 a causa de la pandemia causada por el virus SARS_COV_2, en el año 2022 volvió a disputarse la etapa distrital. Para ese año, el cuadro rojo no tuvo los éxitos que cosechaba en los años anteriores. Terminó en 4.º lugar de 8 equipos participantes no logrando la clasificación a la etapa provincial.
En el año 2023 el cuadro rojo hizo una pésima campaña en la liga distrital de Nasca. Terminó en el antepenúltimo lugar de 10 equipos participantes salvandoce de la baja por un punto de diferencia.
En la campaña del año 2024 el Zarumilla quedó a mitad de tabla de la liga distrital de Nasca culminando su participación en el presente año.

## Uniforme
- Uniforme titular: Camiseta roja, pantalón rojo, medias rojas.
- Uniforme alternativo: Camiseta blanca, pantalón rojo, medias rojas.

### Indumentaria
| Periodo     | Patrocinador   |
| ----------- | -------------- |
| 2011-2012   | Walon          |
| 2013        | Loma's         |
| 2014        | Real           |
| 2015 - 2016 | Loma's         |
| 2017 - 2019 | Carlitos Sport |

### Patrocinador
| Periodo   | Patrocinador                       |
| --------- | ---------------------------------- |
| 2009-2013 | Empresa procesadora Alonso S.A.C.  |
| 2011-2012 | Empresa DAPAGG S.A.C.              |
| 2014      | Renzo estilistas salón & urban spa |
| 2015      | Familia Parra                      |
| 2016      | Profesor Víctor Chávez             |

## Hinchada y rivalidad

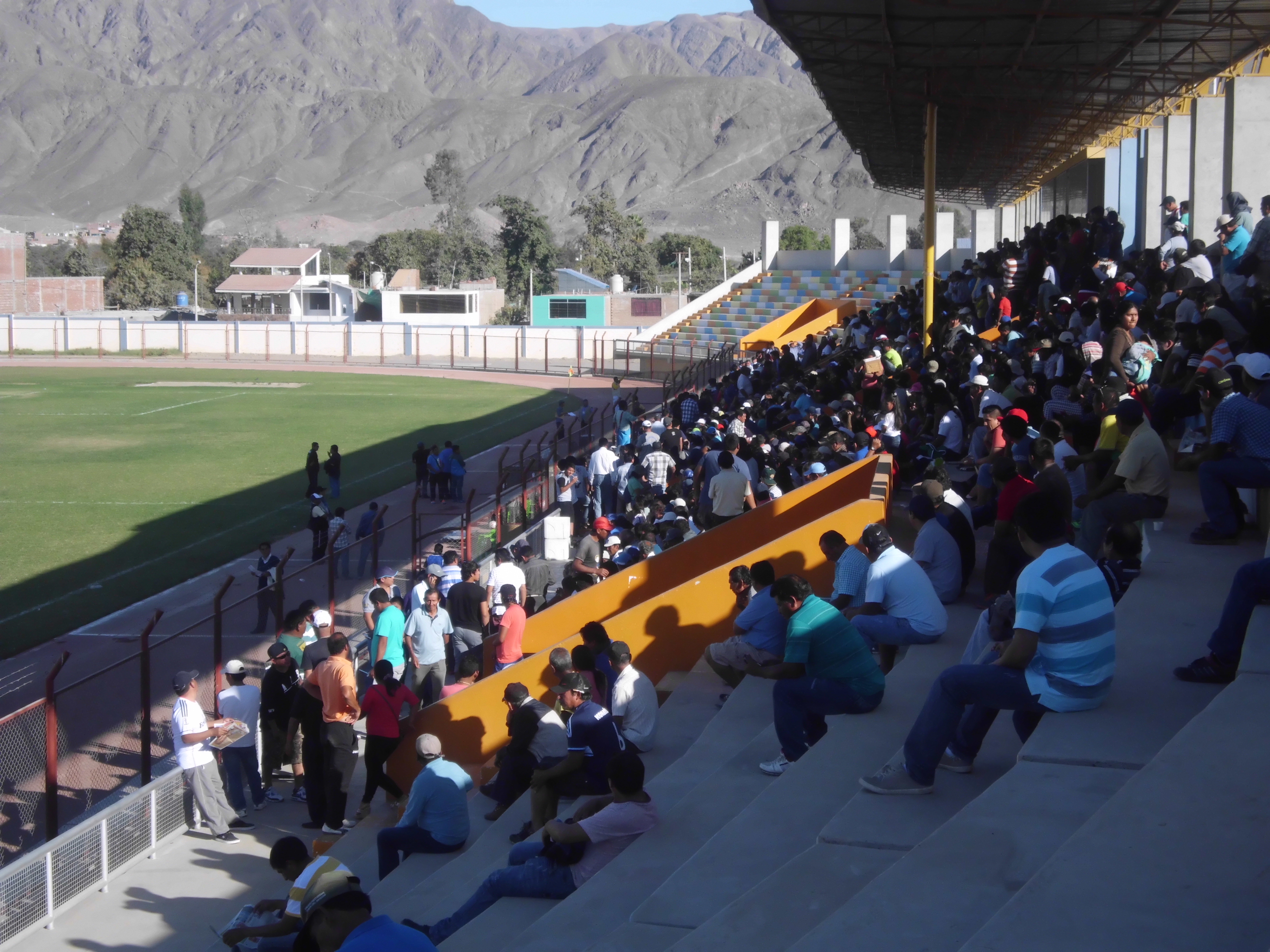
Personas en el Estadio Municipal de Nasca.

### Hinchada
El cuadro rojo es constantemente alentado por "La Barra roja del Zarumilla", hinchada que está integrada generalmente por gente de la Av. Zarumilla y la calle Malecón Tierras Blancas. Una barra que alienta en todas sus presentaciones al cuadro de la furia roja, tanto en la ciudad de Nasca como fuera de ella.
Hay que indicar que el cuadro rojo posee hinchas no solo del barrio de San Carlos, si no también de toda la provincia de Nasca debido a sus grandes actuaciones en los últimos años.

### Rivalidad
El cuadro rojo tiene como rival al cuadro de Santo Domingo y Juventud Santa Fe, ya que estos equipos también pertenecen al Barrio de San Carlos. También tiene como rival (Porque ambos fueron fundados en la década de los 40) al Francisco Oropeza.

## Estadio

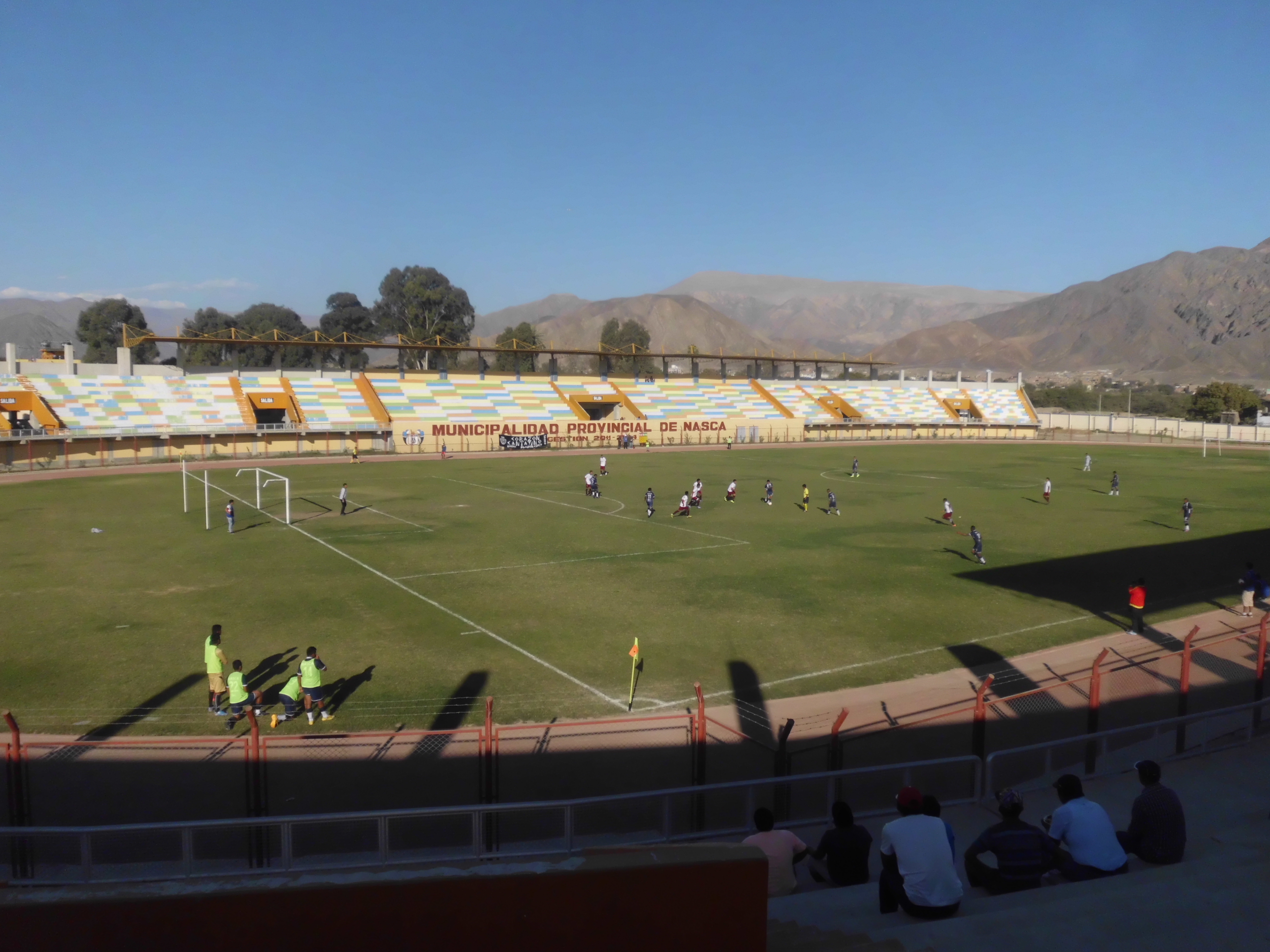
Gramado del estadio municipal de Nasca.

Sus actuaciones como local lo realiza en el Estadio Municipal de Nasca (Pedro Huaman Roman), un estadio con una capacidad aproximada de 10 000 espectadores (El de mayor capacidad en el departamento de Ica) y se encuentra ubicado en el barrio de San Carlos en la ciudad de Nasca. El coloso es propiedad del municipio provincial de Nasca.
En el año 2012 debido a que el estadio Municipal de Nasca estaba en remodelación y construcción, se trasladó su localía al estadio Picasso Peratta y al estadio "Manuel Antonio Elías Santa Cruz" de Vista Alegre.

## Entrenadores
- José “El Che» Murúa (2009)
- José chacaltana (2011)
- Ernesto Aguirre (2011-2012)
- Cesar Charun (2013)
- Ernesto Aguirre (2014)
- Julio Bracamonte (2025)

## Palmarés

### Torneos regionales
| Competición regional             | Títulos                                               | Subcampeonatos    |
| -------------------------------- | ----------------------------------------------------- | ----------------- |
| Etapa Regional - Región VI (2/1) | 2011, 2014.                                           | 2012.             |
| Liga Departamental de Ica (3/0)  | 2011, 2013, 2014.                                     |                   |
| Liga Provincial de Nasca (9/3)   | 1971, 1975, 1978, 1991, 2009, 2010, 2011, 2014, 2016. | 2017, 2018, 2019. |
| Liga Distrital de Nasca (8/3)    | 1978, 1989, 1991, 2009, 2010, 2011, 2014, 2016.       | 2017, 2018, 2019. |

## Galerías de Imágenes

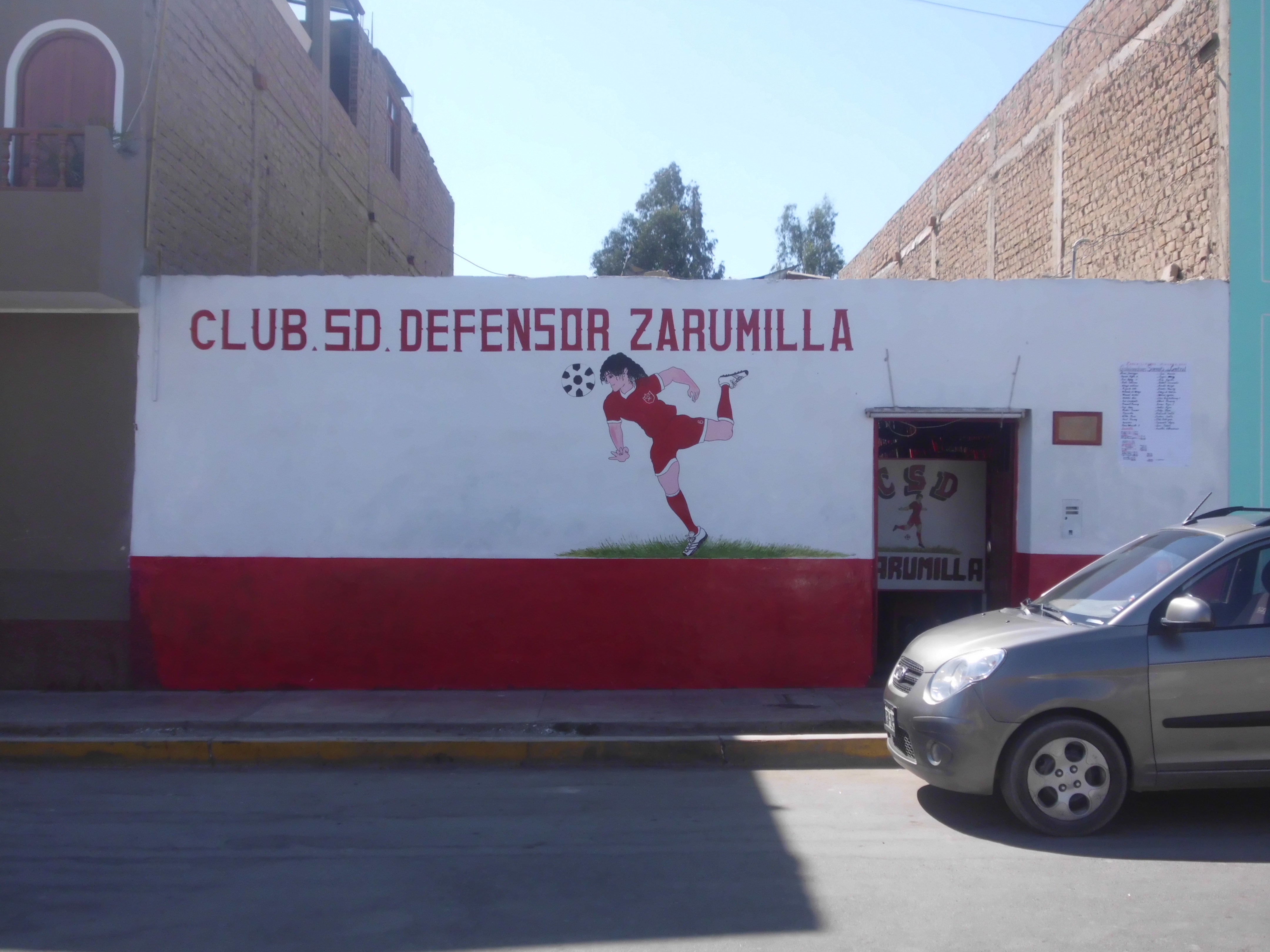
Antiguo local del Defensor Zarumilla.
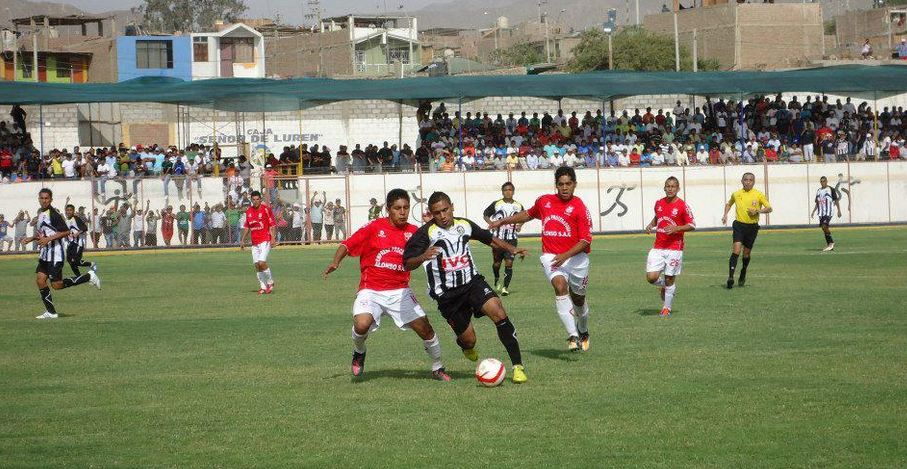
Defensor Zarumilla 3-0 Sport Victoria.